# Бернард, Курт
Курт Роберт Бернард Симпсон (исп. Kurt Robert Bernard Simpson; 8 декабря 1977, Лимон) — коста-риканский футболист, нападающий. Отец центрального нападающего Кейдера Бернарда.

## Биография
Начинал свою карьеру в команде «Лимоненсе» из родного для Бернарда города Лимон. Позднее ему удалось попасть в сильнейшие команды страны. В течение долгого времени Бернард выступал за «Сантос де Гуапилес», «Эредиано» и «Пунтаренас». С 2009 года нападающий выступал за клуб «Лимон».
В сборной Коста-Рики Курт Бернард попал перед началом Чемпионата мира 2006 года. Форвард дебютировал за «тикос» в феврале 2006 года в товарищеском матче против сборной Южной Кореи. Позднее Бернард попал в заявку Коста-Рики на мундиаль, на котором он сыграл одну игру. Через год Бернард вместе с партнерами одержал победу на Кубке наций Центральной Америки. На турнире ему удалось забить свой единственный гол за сборную в ворота Панамы. После этого успеха форвард больше не вызывался в распоряжение национальной команды.

## Достижения
- Обладатель Кубка наций Центральной Америки: 2007
- Обладатель Клубного кубка UNCAF: 2006